# Cheiridium piracanjubae
Cheiridium piracanjubae — вид псевдоскорпіонів родини Cheiridiidae. Відкритий у 2023 році.

## Поширення
Ендемік Бразилії. Виявлений у муніципалітеті Піраканжуба у штаті Гояс. Мешкає у лісах серрадо.